# صائغ فضة

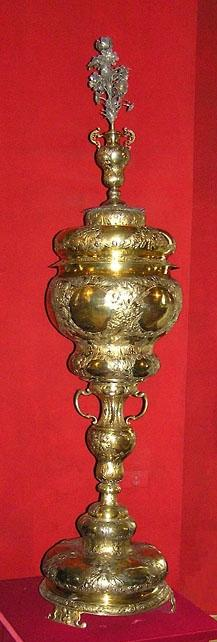
كأس من الفضة قدّمه يوحنا الثالث سوبياسكي ملك بولندا لقيصر روسيا، في القرن السابع عشر وارتفاعه متر

صائغ الفضة، هو حِرَفي يشكّل أشياء من الفضة. وتختلف هذه الحرفة عن صياغة الذهب فقد تتشابه التقنيات والتدريب والتاريخ ومجموعة المحترفين، إلا أن المنتجات النهائية مختلفة بشكل كبير. مع أن العديد من صائغي الذهب يعملون بصياغو الفضة، لكن العكس غير وارد.
صياغة الفضة فن تحويل صفائح الفضة إلى آنية جوفاء أو أوعية أو صحون أو فناجين أو شمعدانات أو زهريات أو جرار وأدوات تناول الطعام وغير ذلك من المواد المنزلية الفضية، ومنحوتات الكنائس. وكما تشمل أيضاً صناعة المجوهرات.

## التاريخ
في الشرق الأدنى القديم، كانت قيمة الفضة أقل من قيمة الذهب، ما أتاح للصاغة إنتاج مواد ومنتجات فضية وتخزينها في مخازن. يذكر أوغدون أنه وفقاً لفتوى مكتوبة لديقلتيان عام 301 للميلاد، كان بإمكان صائغ الفضة طلب 75 أو 100 أو 150 أو 250 أو 300 ديناراً ثمناً للمنتجات الفضية. في ذلك الوقت، شكّلت نقابات لصاغة الفضة للتحكيم في النزاعات وحماية الأعضاء وتثقيف العامّة بتجارة الفضة.
شكّل صاغة الفضة في أوروبا في القرون الوسطى وإنجلترا نقابات ونقلوا أدواتهم وتقنياتهم إلى الأجيال الجديدة من خلال تقاليد المهنة. حافظت نقابات العاملين بالفضة على نسق ووضعت معايير للابتكار. في بدايات القرن السابع عشر، هاجر الحرفيون وذوو الخبرة إلى أمريكا حيث القيود أقل. نتيجة لذلك، كانت صفقات الفضة إحدى التجارات التي ساعدت في إنشاء تاريخ تقني وصناعي وتحوّل في التصنيع في أمريكا.